# Dolina Białej Wody

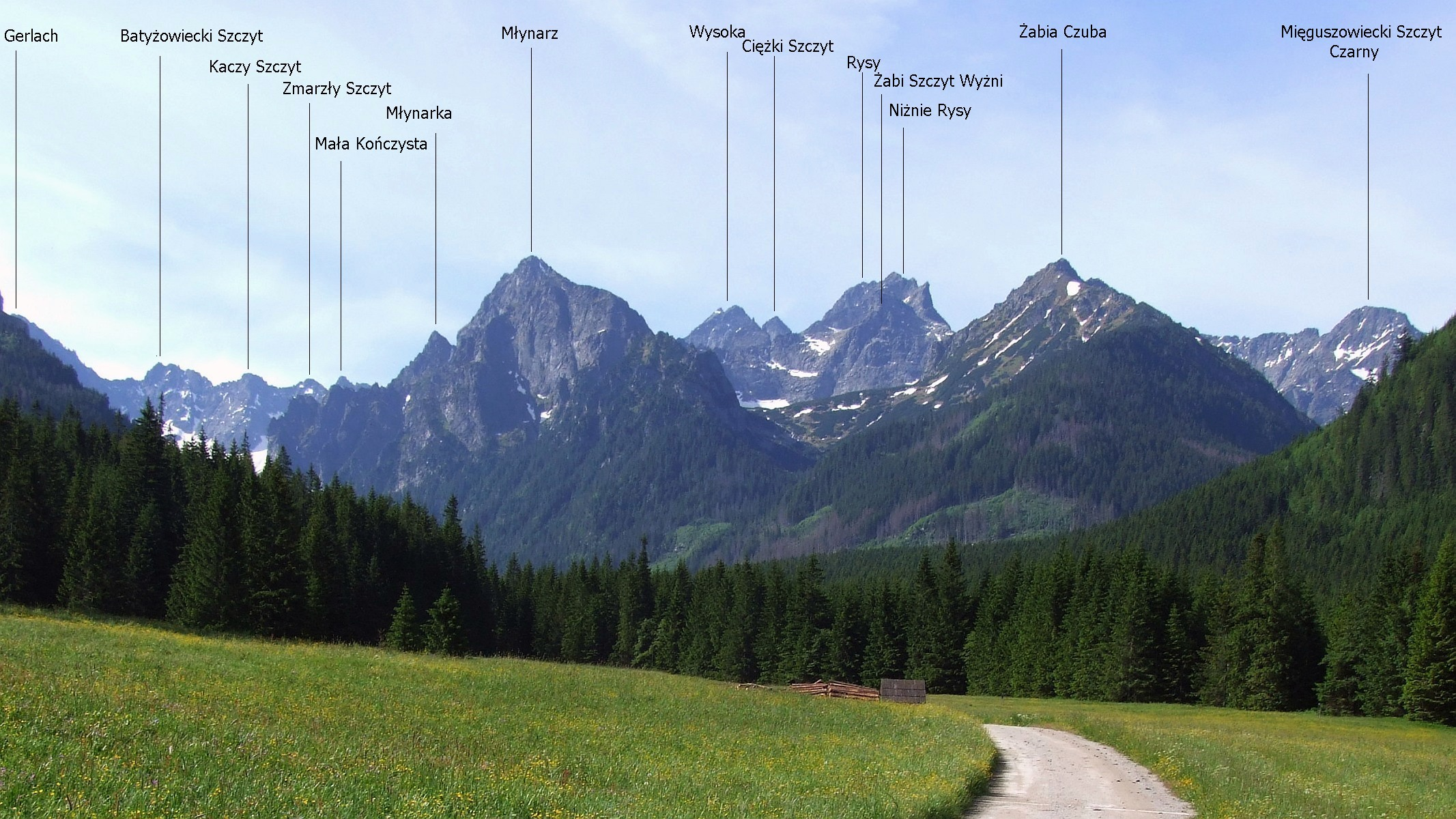
Widok z polany Biała Woda

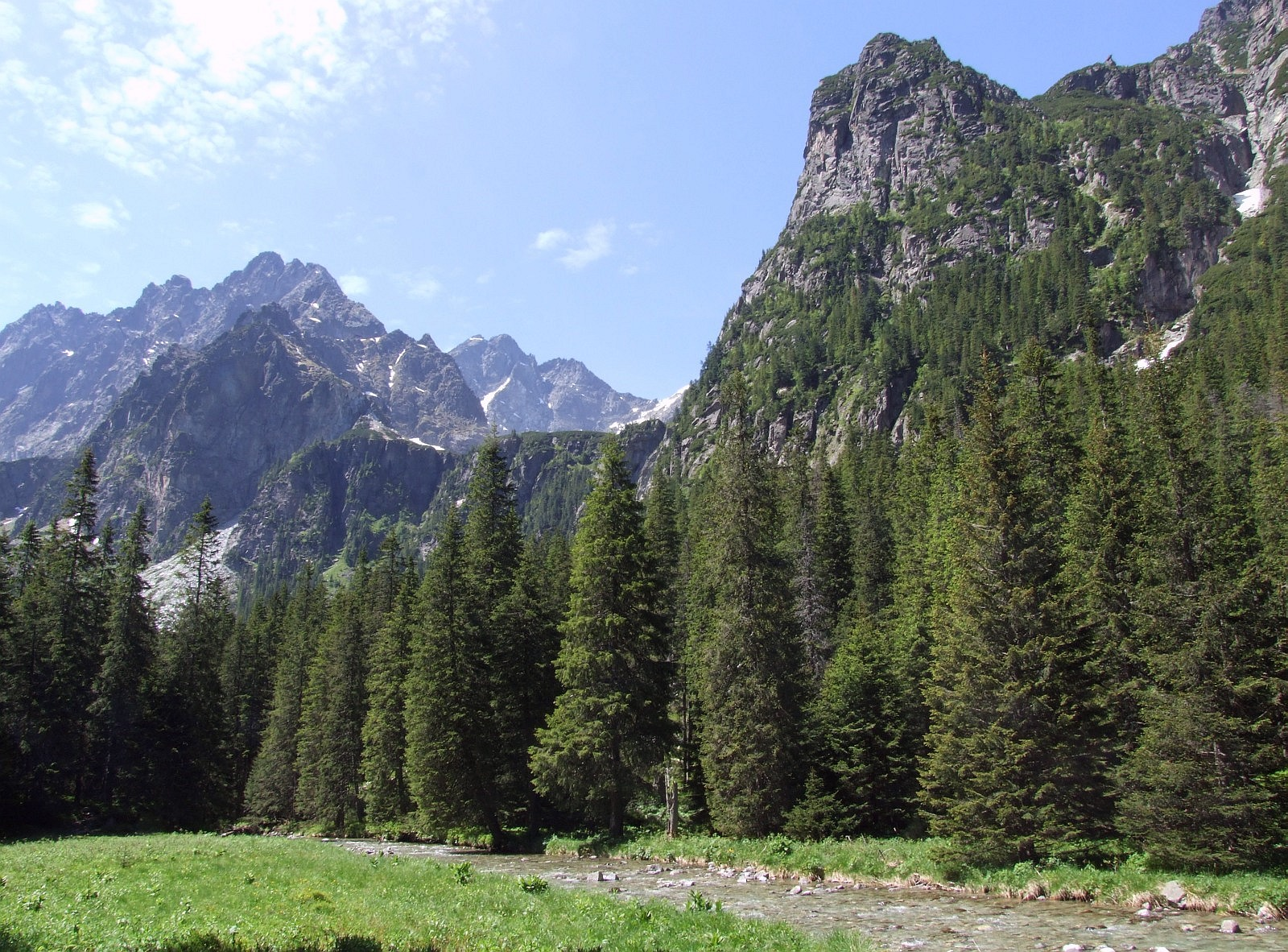
Widok z Polany pod Wysoką

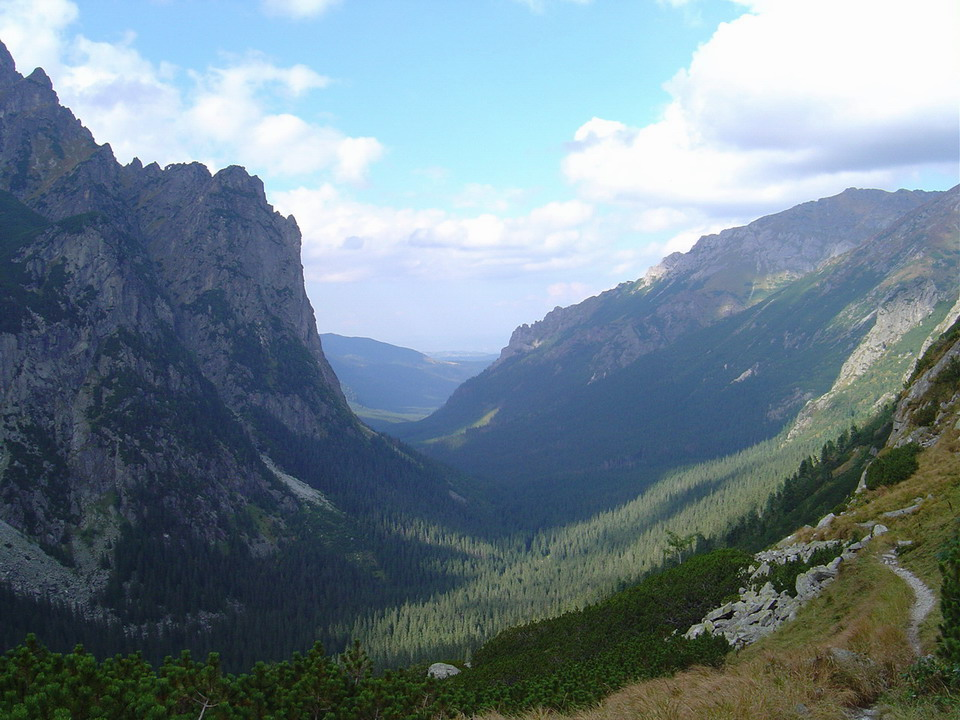
Ściany Młynarza nad górną częścią Doliny Białej Wody

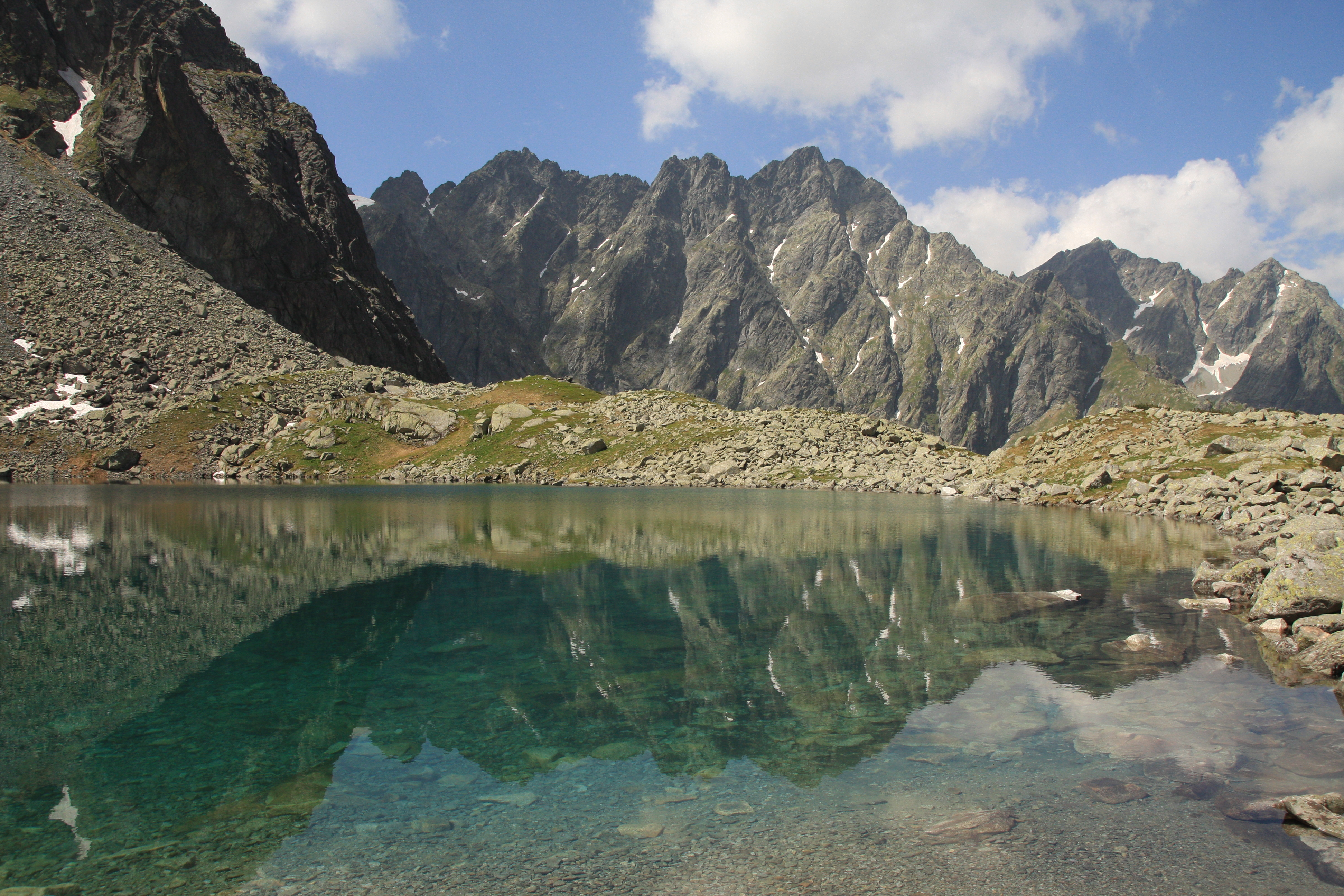
Litworowy Staw w Dolinie Litworowej, w tle Ganek

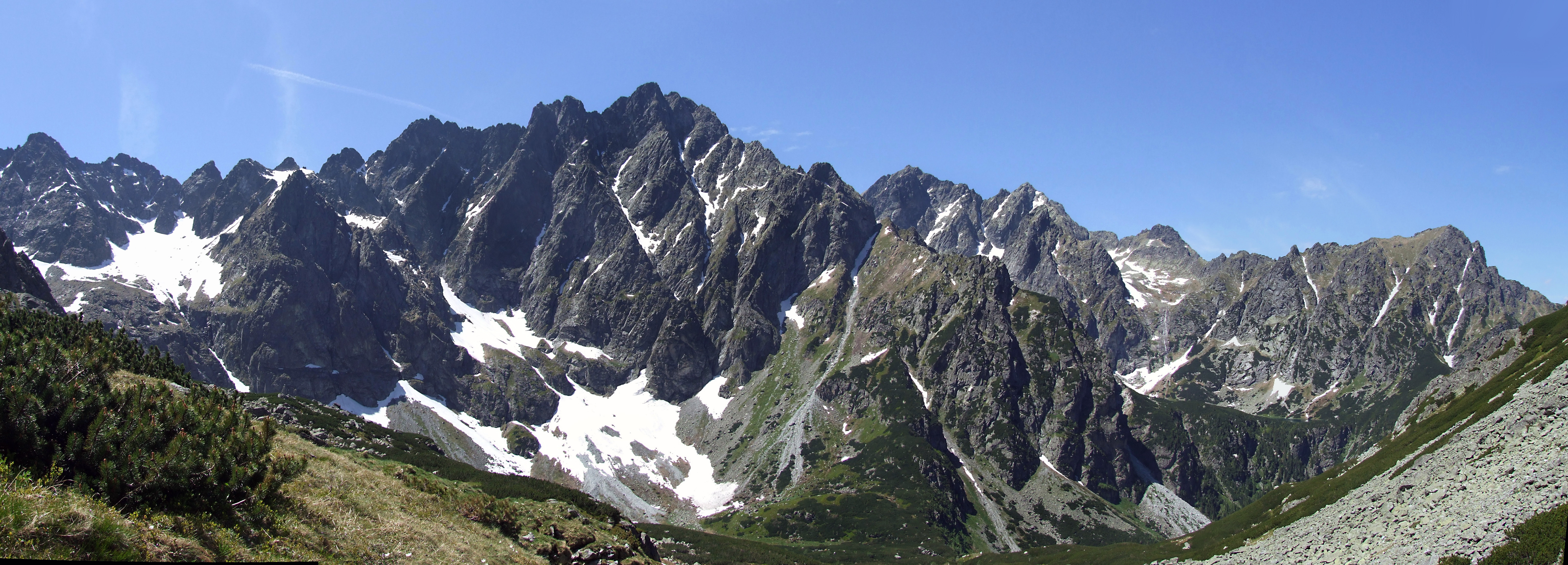
Panorama z Doliny Litworowej

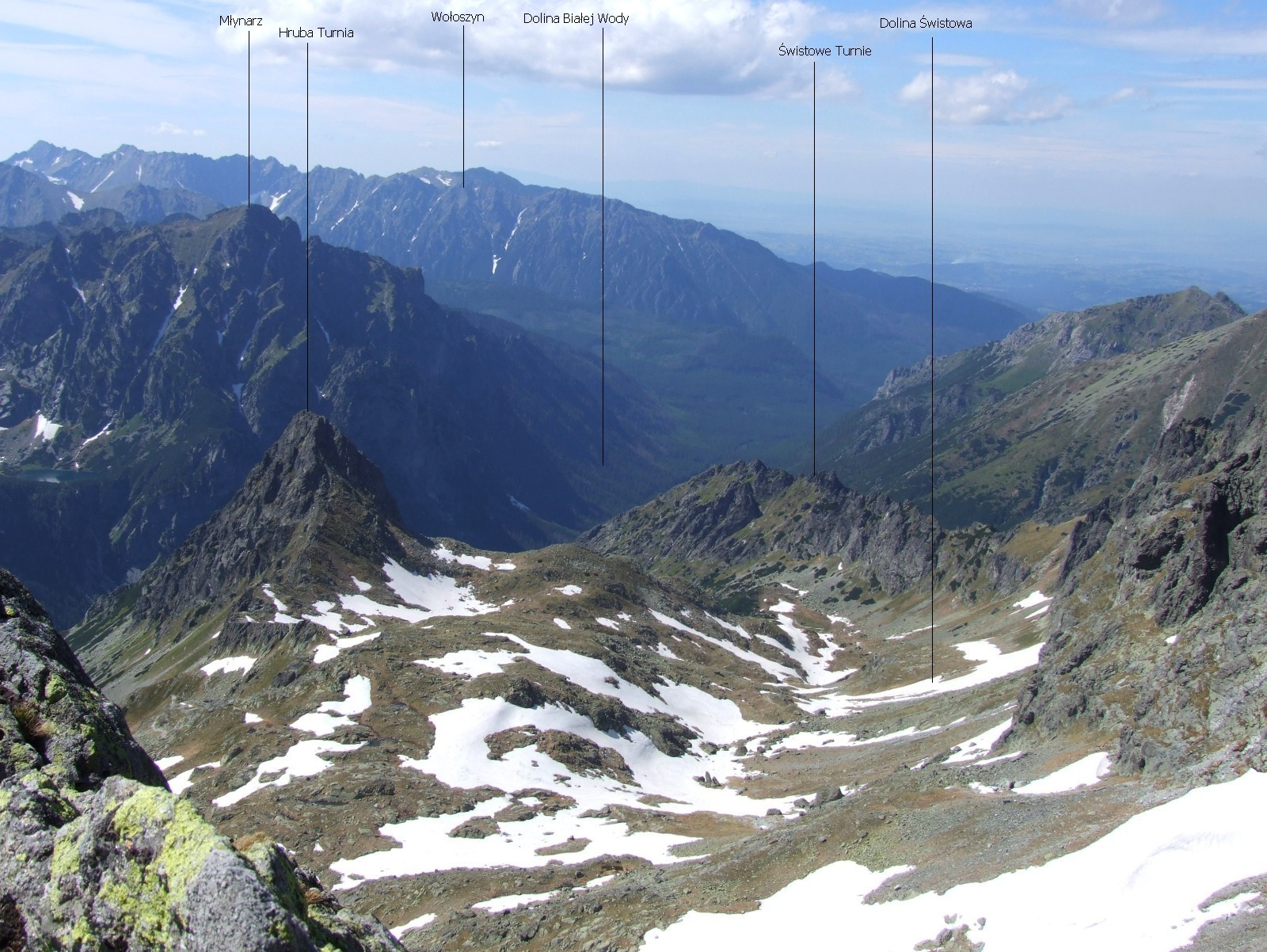
Dolina Świstowa

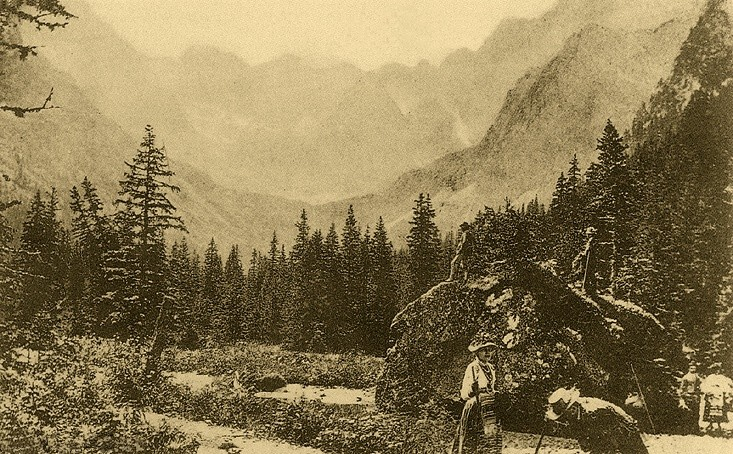
Fotografia Walerego Eljasza-Radzikowskiego

Dolina Białej Wody (niem. Poduplaskital, słow. Bielovodská dolina, węg. Poduplaszki-völgy) – główny ciąg Doliny Białki. Położona jest na terytorium Słowacji, po północnej stronie Tatr Wysokich.

## Charakterystyka
Jest to największa ze słowackich dolin tatrzańskich po tej stronie Tatr (jej długość wynosi ponad 10 km). Jej stoki są porośnięte lasem i tylko górna część doliny jest skalista. Jej dnem płynie Biała Woda (Biela voda), która po połączeniu się z Rybim Potokiem tworzy rzeczkę Białkę.
Słowacka nazwa Biela voda obejmuje Białkę razem ze źródłową Białą Wodą. Słowacy traktują je jako jeden ciek, którego dopływem jest Rybi Potok. Podobnie rzecz ma się z dolinami: Dolina Białki i Dolina Białej Wody obejmowane są wspólnym mianem Bielovodská dolina.
Dolina wyrzeźbiona została w granicie, jedynie część masywu Szerokiej Jaworzyńskiej zbudowana jest ze skał osadowych. Posiada klasyczny kształt żłobu lodowcowego i w górnej części kilka typowych dla lodowcowej rzeźby dolin wiszących z kotłami lodowcowymi i morenami. Do Doliny Białej Wody dolinki te opadają wysokimi ścianami stawiarskimi z wodospadami. Lodowiec Doliny Białej Wody był najdłuższym lodowcem w całych Tatrach. Wypełzał do Doliny Białki, jego długość wynosiła około 14 km, a miąższość dochodziła do 330 m. 
W górnych piętrach doliny występuje kilka stawów. Łącznie z okresowymi stawkami w Dolinie Rówienek jest ich razem 16. Z progów dolin wiszących spadają wysokie wodospady, w tym najwyższy w całych Tatrach Ciężka Siklawa (około 100 m wysokości). Ze szlaku turystycznego dobrze widoczna jest Kacza Siklawa. Na dnie doliny jest kilka polan: polana Biała Woda, Polana pod Żabiem, Polana pod Upłazki, Polana pod Wysoką i Polanka pod Aniołami. Na niedostępnych ścianach skalnych uchowały się cenne gatunki roślin, a w bocznych zamkniętych dla turystów dolinkach są jedne z największych w Tatrach mateczniki niedźwiedzi.

## Topografia
Dolina sięga po główną grań Tatr Wysokich na odcinku od Rysów po Mały Jaworowy Szczyt. Orograficznie lewe jej ograniczenie tworzy północna grań Rysów, prawe Jaworowa Grań, Szeroka Jaworzyńska, Spismichałowa Czuba i jej północno-zachodnia grań. Dolinę otaczają granie, wśród których wznoszą się szczyty: Młynarz (Mlynár), Rysy, Wysoka (Vysoká), Ganek, Rumanowy Szczyt (Rumanov štít), Żłobisty Szczyt (Zlobivá), Zmarzły Szczyt (Popradský Ľadový štít), Batyżowiecki Szczyt (Batizovský štít), Zadni Gerlach (Zadný Gerlach), Mała Wysoka (Východná Vysoká), Świstowy Szczyt (Svišťový štít), Mały Jaworowy Szczyt (Malý Javorový štít), Szeroka Jaworzyńska (Široká).
Dolina rozgałęzia się w liczne, ułożone piętrowo doliny. Są to (w kolejności od północnego zachodu):
- Dolina Żabich Stawów Białczańskich (Žabia Bielovodská dolina) – odgałęzia się powyżej Polany pod Żabiem, jej długość wynosi ok. 3,0 km. Górują nad nią Żabi Szczyt Niżni, Żabi Mnich, Żabi Szczyt Wyżni i masyw Młynarza. W górnej części doliny znajdują się dwa jeziorka: Niżni i Wyżni Żabi Staw Białczański (Nižné a Vyšné Žabie Bielovodské pleso). Z Niżniego Żabiego Białczańskiego Stawu wypływa Żabi Potok Białczański, który wpływa do Białej Wody. Dolina jako rezerwat przyrody jest niedostępna dla turystów[2].
- Dolina Ciężka (Ťažká dolina) z Dolinką Spadową (Spádová dolinka) – mała dolinka o długości ok. 2,0 km. Otaczają ją: masyw Młynarza, Żabi Szczyt Wyżni, Niżnie Rysy, (dalej odcinek grani głównej) Rysy, Ciężki Szczyt (Ťažký štít), Wysoka i Ganek oraz niewielka Pusta Grań (Pustý hrebeň). W dolnym piętrze Doliny Ciężkiej znajduje się Ciężki Staw (Ťažké pleso), a w górnym – Zmarzły Staw pod Wysoką (Zmrzlé pleso), ponad którym zawieszony jest kocioł Dolinki Spadowej. Do Doliny nie prowadzi żaden znakowany szlak turystyczny[2].
- Dolina Kacza (Kačacia dolina) – krótka dolinka (długość ok. 1,7 km) otoczona Pustą Granią (od zachodu) i szczytami głównej grani: Ganek, Rumanowy Szczyt, Żłobisty Szczyt, Zmarzły Szczyt, Batyżowiecki Szczyt, Zadni Gerlach (od południa) oraz dalszym odcinkiem grani głównej do Litworowego Szczytu od południowego wschodu. W dolinie znajduje się Zielony Staw Kaczy (Zelené Kačacie pleso), z którego wypływa potok tworzący kaskadę zwaną Kaczą Siklawą (Hviezdoslavov vodopád). Pozostałe stawki w dolinie to Mały Kaczy Staw oraz Jeleni Stawek. Szlak turystyczny prowadzący przez Dolinę Białej Wody skręca przy Zielonym Kaczym Stawie w kierunku Doliny Litworowej[6].
- Dolina Litworowa (Litvorová kotlina) długości ok. 1,0 km, stanowi odnogę Doliny Kaczej, od której oddziela ją grzęda Litworowego Szczytu. W otoczeniu doliny wznoszą się: Wielicki Szczyt i Hruba Turnia (Hrubá veža). Od Doliny Wielickiej oddziela ją odcinek głównej grani Tatr od Litworowego Szczytu do Wielickiego Szczytu. W dolinie znajduje się Litworowy Staw, obok którego prowadzi szlak turystyczny w kierunku Doliny Świstowej[6].
- Kocioł pod Polskim Grzebieniem (Zmrznutý kotol) ze Zmarzłym Stawem (2047 m). Kocioł jest wspólną częścią górnych pięter Doliny Litworowej i Doliny Świstowej. Obok stawu przebiega szlak turystyczny na przełęcz Rohatkę lub Polski Grzebień[6].

(dalej w kolejności od południowego wschodu:)
- Dolina Świstowa (Svišťová dolina) – tarasowe (długość ok. 1,75 km), wschodnie odgałęzienie Doliny Białej Wody odchodzi od niej na wysokości Polany pod Wysoką. Dolina otoczona jest granią Hrubej Turni, częścią głównej grani Tatr od Wielickiego Szczytu przez Małą Wysoką do Świstowego Szczytu z przełęczą Polski Grzebień oraz Świstową Granią ze Świstowymi Turniami (Svišťové vežé).
- dolina Rówienki (Rovienková dolina) – oddzielona od Doliny Świstowej granią Świstowych Turni, od Doliny Wielickiej odcinkiem głównej grani Tatr od Świstowego Szczytu do Małego Jaworowego Szczytu, a od Doliny Jaworowej grzbietem Jaworowych Turni (Javorové vežé) i Jaworowych Wierchów. W górnej części doliny znajdują się trzy niewielkie stawy, z których wypływa Rówienkowy Potok (Rovienkový potok), dopływ Białej Wody. Dolinka jako ścisły rezerwat przyrody jest niedostępna dla turystów.
- Litworowy Żleb (Litvorový žľab) i Dolina Spismichałowa (Špismichalova dolina) – niewielkie odgałęzienia w masywie Szerokiej Jaworzyńskiej (ścisły rezerwat przyrody).

## Turystyka i taternictwo
Dolina Białej Wody dzięki olbrzymim szczytom, wysoko zawieszonym bocznym dolinkom, stawom, spływającym ze ścian stawiarskich wodospadom oraz bogactwu świata roślinnego i zwierzęcego jest atrakcyjna dla turystów. Znajduje się na obszarze TANAP-u. Poprowadzono przez nią znakowany szlak turystyczny wzdłuż potoku i przez próg Doliny Kaczej i Dolinę Litworową. Przy Zmarzłym Stawie (Zamrznuté pleso) szlak rozdwaja się i prowadzi przez przełęcz Rohatka (Prielom) do Doliny Staroleśnej (Veľká Studená dolina) albo przez Polski Grzebień (Poľský hrebeň) do Doliny Wielickiej (Velická dolina). Do polany Biała Woda można dojechać rowerem. Dolina atrakcyjna jest również dla taterników, gdyż ściany otaczające dolinę należą do największych w Tatrach. Dla części turystów walorem doliny jest również to, że nie ma tutaj żadnego schroniska ani bufetu. Na Polanie pod Wysoką, pod potężnymi ścianami Młynarza znajduje się jedyne w całych słowackich Tatrach Wysokich obozowisko namiotowe dla taterników.

## Historia
Dawniej nazywana była Doliną pod Upłazki lub Doliną pod Wysoką. Jej żyzne hale wypasali górale z Jurgowa, Rzepisk i Czarnej Góry, Lendaku i Łapsz. Na polanach mieli liczne szałasy. W 1879 r. cały obszar doliny dla celów myśliwskich wykupił książę Christian Hohenlohe i silnie ograniczył pasterstwo. Ostatecznie wygasło ono w latach przed II wojną światową. Schroniska istniały tutaj tylko przez krótki czas. Pierwsze schronisko turystyczne (tzw. schronisko Salamona) wybudował w 1877 r. ówczesny właściciel tych terenów baron Aladar Salamon z Niedzicy,  dwa lata później Christian Hohenlohe przeznaczył je na budynek dla straży leśnej. W 1924 r. Klub Czechosłowackich Turystów wybudował małe schronisko na Polanie pod Wysoką, spłonęło ono w 1926 r. Dolina odwiedzana była przez zakopiańskich kłusowników w XIX wieku i jeszcze w czasie I wojny światowej. W XIX w. dolinę zaczęli odwiedzać turyści, głównie Polacy, chodzono przez nią na Rysy. Duży wkład w badanie doliny wnieśli polscy uczeni. Prof. Mieczysław Klimaszewski opracował monografię Morfologia zamknięcia Doliny Białej Wody, w 1929 r. ekipa z Uniwersytetu Jagiellońskiego prowadziła kompleksowe badania geograficzne i pomiary stawów.
Zimą dolinę przeszli jako pierwsi Theodor Wundt i przewodnik Jakob Horvay 17 kwietnia 1884 r.

## Szlaki turystyczne
– niebieski szlak z Łysej Polany wzdłuż Białki i Białej Wody do Doliny Litworowej, stamtąd do Kotła pod Polskim Grzebieniem i na Rohatkę.
- Czas przejścia z Łysej Polany do rozdroża pod Polskim Grzebieniem: 4:55 h, ↓ 4:25 h
- Czas przejścia od rozdroża na Rohatkę: 45 min, ↓ 35 min

  – zielony szlak w Dolinie Świstowej od szlaku niebieskiego na przełęcz Polski Grzebień, a stamtąd do Doliny Wielickiej.
- Czas przejścia od rozdroża na Polski Grzebień: 15 min w obie strony
- Czas przejścia z przełęczy nad Wielicki Staw: 1:30 h, ↑ 2 h